# Самарін Олександр Михайлович
Самарін Олександр Михайлович (1902-1970) — радянський металург, академік АН СРСР (з 1966), закінчив металургічний факультет Московської гірничої академії (1930). Викладач, а з 1938 р. — професор Московського інституту сталі, створеного на базі цього факультету. В 1946—1951 рр. заступник міністра вищої освіти СРСР. З 1955 р. до останніх днів життя працював в Інституті металургії ім. О. О. Байкова АН СРСР.

## Біографія
1917& року закінчив міське училище в м. Ардатові. У 1921—1924 роках навчався на Нижегородському робочому факультеті;
1930 р. — закінчив металургічний факультет Московської гірничої академії;
1932—1934 рр. — займав посаду наукового співробітника та науково-дослідної частини Московського інституту сталі;
В 1933 р. — член президіуму Всесоюзного комітету з вищого технічній освіті при ЦВК СРСР;
1939—1961 р. — завідувач кафедри електрометалургії Московського інституту сталі;
З 1939 р. вчений займав посаду наукового співробітника Інституту металургії АН СРСР;
1941 р. — назначений на посаду замісника директора з навчальної та наукової частини Московського інституту сталі;
1946—1951 рр. — займав посаду замісника міністра вищої освіти СРСР;
1949—1963 рр. — відмічений в Бюро Відділення технічних наук АН СРСР;
1951—1953 рр. — голова Комісії з історії техніки при Відділенні технічних наук АН СРСР;
1951—1955 р. — завідувач лабораторії металургії чорних металів Інституту металургії АН СРСР;
1955—1960 рр. — замісник директора Інституту металургії АН СРСР;
1959 р. — вибраний членом-кореспондентом Німецької академії наук в Берліні;
1960—1961 рр. — тимчасовий виконувач обов'язків директора Інституту металургії ім. О. О. Байкова АН СРСР;
1960 р. — обраний почесним членом Угорської академії наук;
1961—1966 рр. — займав посаду замісника голови (з 1963 р.-голови Вченої ради) Державного комітету з координації науково-дослідних робіт СРСР;
1962 р. — обраний дійсним членом Академії наук Польщі;
З 1963 р. — член Бюро Відділення фізикохімії та технології неорганічних матеріалів АН СРСР;
1 липня 1966 р. — обраний академіком АН СРСР з Відділення фізикохімії та технології неорганічних матеріалів (конструкційні матеріали та їх обробка);
1966 р. — призначений на посаду голови Наукової ради по фізико-хімічним основам металургійних процесів АН СРСР;
1967 р. — призначений на посаду директора Інституту металургії ім О. О. Байкова АН СРСР;
1970 р. — Помер 20 травня. Похований в Москві на Новодівочому кладовищі.
Основні праці — по електрометалургії сталі та феросплавів, фізико-хімічним основам металургійних процесів, десульфурації та розкислення сталі, застосуванню комплексних розкислювачів, проблемам вакуумної металургії, вивченню природи шлаковох розплавів.